# Pars pro toto
A pars pro toto latin kifejezés, a metonímia egyik fajtája. Szó szerinti jelentése: „rész az egész helyett”; gyakorlatilag azt a közlésformát nevezzük így, amikor egy fogalomra vagy dologra úgy utalunk, hogy annak egy kisebb egységét, alkotórészét, részhalmazát nevezzük meg. Ez a beszélő felek ismeretségét és a témáról meglévő közös előismeretüket igényli.
A politikatudományban a "PARS PRO TOTO" elv párt elnevezés a latin „pars”, vagyis rész szóból ered, s arra utal, hogy minden párt csak a társadalom egy részének érdekeit képviseli, soha nem az egészét. A pars pro toto elve azt jelenti, hogy a párt ugyan csak a társadalom egy részét képviseli, de az egészre kíván hatni a hatalom gyakorlása és a programja megvalósítása által.
Használatának jellegzetes tere a földrajztudományi fogalmakra, ill. népekre való hivatkozás: „Angliát” mondunk Egyesült Királyság helyett, „ruszkikat” a Szovjetunió számos népe helyett, vagy Pestet Budapest helyett.